# Daisuke Naitō
Daisuke Naitō (jap. 内藤大助 Naitō Daisuke; ur. 30 sierpnia 1974 w Toyoura, Hokkaido) – japoński bokser, były zawodowy mistrz świata organizacji WBC w kategorii muszej (do 112 funtów).
Zawodową karierę rozpoczął w październiku 1996 roku. W 2001 roku zmierzył się z Takefumi Sakatą, przyszłym mistrzem świata WBA. Stawką pojedynku był tytuł zawodowego mistrza Japonii. Walka zakończyła się remisem i tytuł pozostał przy Sakacie.
19 kwietnia 2002 roku stanął przed pierwszą szansą zdobycia tytułu mistrza świata – zmierzył się z posiadaczem pasa mistrzowskiego WBA, Pongsaklekiem Wonjongkamem. Bokser z Tajlandii odniósł bardzo szybkie zwycięstwo, nokautując Naito już w 34 sekundzie pierwszej rundy. Jest to najkrótsza w historii walka mistrzowska w kategorii muszej.
Po tej szybkiej porażce stoczył pięć kolejnych zwycięskich walk, a 6 czerwca 2004 roku zdobył tytuł mistrza Japonii, pokonując w szóstej rundzie Hiroshi Nakano. Tytuł ten obronił dwa razy, a następnie, 10 października 2005 roku, stoczył kolejny pojedynek z Pongsaklekiem Wonjongkamem o pas mistrzowski WBA, który jednak ponownie zakończył się jego porażką (walka została przerwana w siódmej rundzie z powodu kontuzji Japończyka).
Naitō ponownie wywalczył tytuł mistrza Japonii w lutym 2006 roku. Po pokonaniu dwóch kolejnych rywali po raz trzeci przystąpił do pojedynku z Wonjongkamem. Walka odbyła się 18 lipca 2007 roku. Naitō wygrał na punkty i zdobył pas mistrzowski WBA. Przewał tym samym serię siedemnastu udanych obron Taja. Była to też pierwsza porażka Wonjongkama od ponad dekady.
11 października 2007 roku, w pierwszej obronie tytułu, pokonał na punkty swojego rodaka, Daiki Kamedę. 8 marca 2008 roku doszło do czwartego pojedynku Naitō z Wonjongkamem. Walka zakończyła się remisem i Japończyk zachował swój pas mistrzowski. 30 lipca tego samego roku znokautował w dziesiątej rundzie rodaka Tomonobu Shimizu. Do momentu nokautu Naito przegrywał walkę na punkty. W grudniu, w ostatniej walce w 2008 roku, pokonał przez techniczny nokaut Shingo Yamaguchiego.
26 maja 2009 roku pokonał na punkty Chińczyka Xiong Zhao Zhonga, mimo że w szóstej rundzie był liczony po nokdaunie. Tytuł mistrza świata stracił 29 listopada 2009 roku, przegrywając jednogłośnie na punkty z Kōki Kamedą. Na ring powrócił w maju 2010 roku, nokautując w piątej rundzie Liempetcha Sor Veerapola. Była to jego ostatnia walka w karierze.